# Thylogale brunii
Thylogale brunii é uma espécie de marsupial da família Macropodidae. Endêmica da Nova Guiné.